# Oswaldo Araujo
Oswaldo Araujo (Ica, 3 de octubre de 1964) es un exfutbolista y actual entrenador peruano. Jugaba de delantero y actualmente dirige a León de Huánuco que participa en la Copa Perú.

## Biografía
Oswaldo "Torito" Araujo nació en Ica y vivió en el barrio iqueño de Acomayo. Es hijo de Antonieta y Oswaldo Araujo, con quienes se trasladó al distrito limeño de El Agustino.

## Trayectoria

### Como jugador
Se inicia profesionalmente en 1985 en Deportivo Cantolao en la Segunda División del Perú que al año siguiente vendió la categoría a Internazionale de San Borja y ascendió a Primera División. En 1988 pasó a Universitario de Deportes y alcanzó el título en el Campeonato Descentralizado 1990, al lado de Germán Leguía y Alfonso Yáñez. En 1992, llegó a Arequipa para jugar por el FBC Melgar y al año siguiente jugó por el Sport Boys del Callao.

### Como entrenador
Dedicado a la dirección técnica, ha dirigido varios equipos peruanos como el Real Ayacucho FC. Un año antes, estuvo en el poblado de Shiyan (China), encargado de las divisiones inferiores del equipo de dicha localidad. En diciembre de 2009, en la dirección técnica del León de Huánuco, consiguió el campeonato de la Copa Perú, con lo cual el equipo huanuqueño regresó a la Primera División del fútbol peruano, luego de 14 años. En 2010, dirige a la Selección de showbol del Perú en la Superliga Showbol.

## Clubes
| Club                      | País | Año       |
| ------------------------- | ---- | --------- |
| Deportivo Cantolao        | Perú | 1985      |
| Internationale            | Perú | 1986-1987 |
| Universitario de Deportes | Perú | 1988-1991 |
| FBC Melgar                | Perú | 1992      |
| Sport Boys                | Perú | 1993      |
| Cienciano                 | Perú | 1994      |

## Palmarés

### Como jugador
| Título                    | Club                      | País | Año  |
| ------------------------- | ------------------------- | ---- | ---- |
| Primera División del Perú | Universitario de Deportes | Perú | 1990 |

### Como entrenador
| Título    | Club            | País | Año  |
| --------- | --------------- | ---- | ---- |
| Copa Perú | León de Huánuco | Perú | 2009 |